# Drosophila mathisi
Drosophila mathisi är en tvåvingeart som beskrevs av Vilela 1983. Drosophila mathisi ingår i släktet Drosophila och familjen daggflugor.
Artens utbredningsområde är delstaten Arizona i USA.